# Cavertitz
Cavertitz là một đô thị trong huyện Nordsachsen, bang tự do Sachsen, nước Đức. Đô thị Cavertitz có diện tích 68,91 km², dân số thời điểm ngày 31 tháng 12 năm 2005 là 2549 người.